# Паніоніос (баскетбольний клуб)
БК «Паніоніос» (грец. ΚΑΕ Πανιώνιος) — баскетбольний клуб, що базується в Неа-Смірні, передмісті Афін, Греція. Клубні кольори — синій і червоний.

## Історія
Попередник клубу — Паніонічний гімнастичний клуб — був заснований в 1890 році у Смірні Османської імперії (нині Ізмір, Туреччина), що робить його одним з найстаріших спортивних клубів в Європі. Баскетбольний клуб «Паніоніос» заснований в 1919 році. Після завершення греко-турецької війні 1919—1922 років, а також греко-турецького обміну населення клуб «Паніоніос» переведений в афінське передмістя Неа-Смірні в Греції.
На сучасному еатпі своєї історії «Паніоніос» вважається одним з найуспішніших клубів грецької вищої баскетбольної ліги А1 Етнікі.

## Досягнення
- Кубок Греції (1): 1991.

## Відомі гравці
- Теодорос Папалукас
- Панайотіс Яннакіс
- Теофаніс Христодулу
- Христос Христодулу
- Дімітріос Папаніколау
- Васіліс Ксантопулос
- Іоанніс Каломбокіс
- Дімос Дікудіс
- Йоргос Діамантопулос
- Вангеліс Ангелу
- Йоргос Калетзіс
- Федонт Маттеу
- Нікос Іконому
- Ангелос Короніос
- Йоргос Сігалас
- Стратіс Перпероглу
- Нікос Хатзіс
- Панайотіс Кафкіс
- Йоргос Карагутіс
- Йоргос Гаспаріс

Інші країни
- Мірослав Райчевіч
- Душан Шакота
- Владімір Янковіч
- Душан Єліч
- Ярко Паспаль
- Бобан Янковіч
- Драган Луковскі
- Бранко Цветковіч
- Зоран Ерцег
- Дежан Боровняк
- Алексі Яннуліас
- Пі Джей Браун
- Кеннеді Вінстон
- Байрон Дікінс
- ЕД Стоукс
- Вільям Айвері
- Тобі Бейлі
- Генрі Тернер
- Андре Хатсон
- Рашад Райт
- Джеррі Макнамара
- Кріс Оуенс
- Доннел Гарві
- Антоніо Гарві
- Джефф Макінніс
- Тревіс Вотсон
- Рубен Дуглас
- Мітчел Віггінс
- Лоні Бекстер
- Пол Ширлі
- Тревіс Мейс
- Левон Кендалл
- Стефан Арігбабу
- Ендер Арслан
- Бред Ньюлі
- Антанас Каваліаускас
- Ненад Марковіч
- Горан Ніколіч
- Ніколоз Цикітішвілі